# Raymond Rasch
Raymond Rasch (Toledo, 1º marzo 1917 – Los Angeles, 23 dicembre 1964) è stato un compositore statunitense di colonne sonore cinematografiche.

## Premi Oscar Miglior Colonna Sonora

### Vittorie
- Luci della ribalta (1973)